# 木下常雄
木下 常雄（きのした つねお、1904年8月23日 - 1985年8月21日）は、日本の経営者、銀行家。福岡県出身。

## 経歴
1926年に神戸高等商業学校を卒業し、同年に日本銀行に入行。1954年4月に大分銀行会長に就任し、1958年4月に頭取、1973年6月に会長を歴任し、1975年5月から1981年6月までに監査役を務めた。
1966年9月に藍綬褒章を受章し、1974年11月に勲三等瑞宝章を受章。
1985年8月21日気管支拡張のために死去。80歳没。